# Lekkoatletyka na Światowych Wojskowych Igrzyskach Sportowych 2011 – bieg na 800 m kobiet
Bieg na 800 metrów kobiet – jedna z lekkoatletycznych konkurencji biegowych rozegranych w dniach 19–20 lipca 2011 roku podczas 5. Światowych Wojskowych Igrzyskach Sportowych na stadionie Estádio Engenhão w Rio de Janeiro.

## Terminarz
| Data               | Godzina (UTC-03:00) | Wydarzenie |
| ------------------ | ------------------- | ---------- |
| 19 lipca 2011(dts) | 17:55               | Półfinały  |
| 20 lipca 2011(dts) | 17:15               | Finał      |

## Rekordy
Tabela prezentuje rekord świata, a także rekord Igrzysk wojskowych (CSIM) przed rozpoczęciem mistrzostw.
|                                   | Zawodnik              | Wynik   | Miejsce   | Data                  |
| --------------------------------- | --------------------- | ------- | --------- | --------------------- |
| Rekord świata                     | Jarmila Kratochvílová | 1:53,28 | Monachium | 26 lipca 1983(dts)    |
| Rekord Igrzyska wojskowych (CSIM) | Natallja Duchnowa     | 2:00,84 | Zagrzeb   | 24 sierpnia 1999(dts) |

## Medaliści
| Złoto                        | Srebro                           | Brąz                 |
| Marina Arzamasowa · Białoruś | Margarita Mukaszewa · Kazachstan | Hellen Obiri · Kenia |

## Wyniki

### Finał
| Pozycja | Tor | Zawodnik              | Państwo    | Czas    | Uwagi |
| ------- | --- | --------------------- | ---------- | ------- | ----- |
| 01 !    | 6   | Marina Arzamasowa     | Białoruś   | 2:01,39 |       |
| 02 !    | 8   | Margarita Mukaszewa   | Kazachstan | 2:01,83 |       |
| 03 !    | 3   | Hellen Obiri          | Kenia      | 2:01,86 |       |
| 4       | 4   | Élodie Guégan         | Francja    | 2:01,98 |       |
| 5       | 2   | Christiane dos Santos | Brazylia   | 2:02,08 |       |
| 6       | 5   | Viktoriya Yalovtseva  | Kazachstan | 2:03,67 |       |
| 7       | 7   | Jane Jelagat          | Kenia      | 2:06,98 |       |
| -       | 1   | Denise Krebs          | Niemcy     | DNF     |       |

Źródło: Rio2011